# Monasterio de Kostanjevica

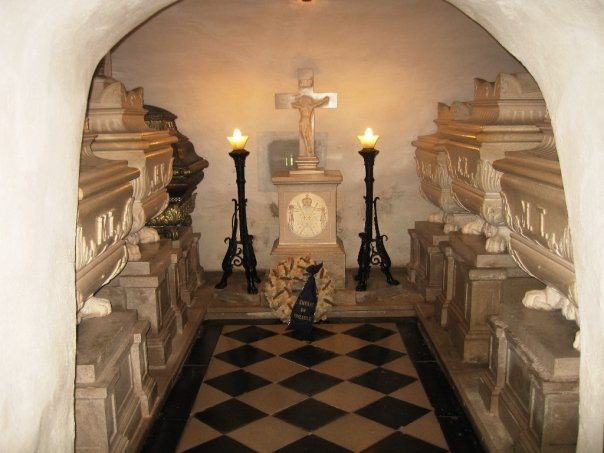
La cripta con las tumbas de Carlos X de Francia y otros miembros de la Casa de Borbón.

El Monasterio de Kostanjevica  (en esloveno: Samostan Kostanjevica, en italiano: Monastero di Castagnevizza) es un monasterio franciscano en Pristava cerca de Nova Gorica, en el país europeo de Eslovenia. La gente con frecuencia se refieren a él simplemente como Kapela (es decir, «la capilla» en esloveno).
El monasterio, con la Iglesia de la Anunciación de la Virgen se encuentra en una colina de 143 metros que divide la ciudad de Nova Gorica y el suburbio de Pristava. Está a sólo unos 200 metros de la frontera con Italia. Es famoso por ser el lugar de sepultura de Carlos X de Francia y su familia.

## Historia
En 1623 se erigió un pequeño santuario carmelitano fuera de los límites de la ciudad de Gorizia. En el siglo siguiente se construyó un monasterio junto a la iglesia, cuya capilla se convirtió en un importante centro para peregrinos de Friuli y Goriška. En 1781, el monasterio fue disuelto por el emperador Habsburgo José II. En 1811, los frailes franciscanos adquirieron el complejo abandonado, restableciendo el monasterio. Entre otras cosas, trajeron una notable biblioteca de unos 10.000 libros, transferidos desde el cercano monasterio de Sveta Gora.
El monasterio fue severamente dañado en las Batallas del Isonzo durante la Primera Guerra Mundial, siendo restaurado entre 1924 y 1929. Hasta el final de la Segunda Guerra Mundial, formaba parte de la ciudad de Gorizia. En 1947, la frontera entre Italia y Yugoslavia estaba a unos cientos de metros al oeste del monasterio, y Kostanjevica se convirtió en parte de la nueva ciudad de Nova Gorica.